# Риу-Авиа
Риу-Авиа (исп. Río Avia) — река в Испании, правый приток реки Миньо. Длина реки составляет около 39,3 км (по другим данным — 34,5 км), а площадь её водосборного бассейна — 671,3 км².
Берёт начало в муниципалитете Авион на высоте около 880 метров над уровнем моря, далее течёт по территориям муниципалитетов Боборас, Сенлье и Лейро, впадает в Миньо с правой стороны у Рибадавии. Имеет ряд притоков, главный из которых — река Арентейро. Воды реки используются для орошения земельных угодий.